# Dolar Draped Bust
Dolar Draped Bust (ang. Draped Bust Dollar) – amerykańska srebrna moneta obiegowa o nominale jednego dolara amerykańskiego, zaprojektowana przez malarza Gilberta Stuarta i wybijana w latach 1795–1803 przez U.S. Mint. Moneta ta zastąpiła w obiegu srebrnego dolara Flowing Hair wybijanego i emitowanego w latach 1794–1795. W 1804 roku wstrzymano emisję srebrnych monet jednodolarowych. Kolejną emisję rozpoczęto w 1836 roku poprzez bicie dolara Gobrechta.

## Tło historyczne
3 marca 1791 roku Kongres przyjął rezolucję, która umożliwiła prezydentowi Stanów Zjednoczonych utworzenie mennicy i zatrudnienie w niej niezbędnego personelu. Jerzy Waszyngton na pierwszego dyrektora desygnował Davida Rittenhouse’a. Ten jednak, ze względu na zły stan swojego zdrowia, zgodził się na tymczasowe kierowanie mennicą. Początkowo niewiele mówiło się o srebrnym mennictwie. W 1792 roku wybito tylko 1500 sztuk srebrnych monet half disme. Nie było wówczas planów dotyczących emisji srebrnych dolarów czy półdolarówek. Emitowano przede wszystkim monety miedziane. Wynikało to z faktu, że w kwietniu 1792 roku Kongres ustalił wysokość poręczeń dla stanowiska głównego mincerza i probiercy na wysokość 10 000 dolarów na każde. Obaj urzędnicy nie mogli znaleźć poręczeń, które spełniłyby ten wymóg i pozwoliły na bicie srebrnych monet. Dopiero po interwencji sekretarza stanu Thomasa Jeffersona Kongres zmniejszył kwoty na 5000 dolarów dla głównego mincerza oraz 1000 dolarów dla probiercy. Dzięki temu rytownik Robert Scot rozpoczął prace nad wizerunkiem monet o nominale 50 centów i jednego dolara. W październiku 1794 roku rozpoczęto wybijanie i emisję pierwszego srebrnego dolara amerykańskiego – Flowing Hair Dollar, który był emitowany do 1795 roku.
9 lipca 1795 roku dyrektorem mennicy został Henry William de Saussure, który od początku sprawowania swojego urzędu musiał zmagać się z krytyką mennicy. Po pierwsze zarzucano, że U.S. Mint nie dostarczała na rynek odpowiedniej ilości pieniądza. Drugim zarzutem wobec mennicy były opinie o mało atrakcyjnych projektach monet amerykańskich. Już w lipcu tego samego roku de Saussure zlecił bicie złotych monet i zaangażował się w prace nad wizerunkami monet srebrnych.

## Projekt monety

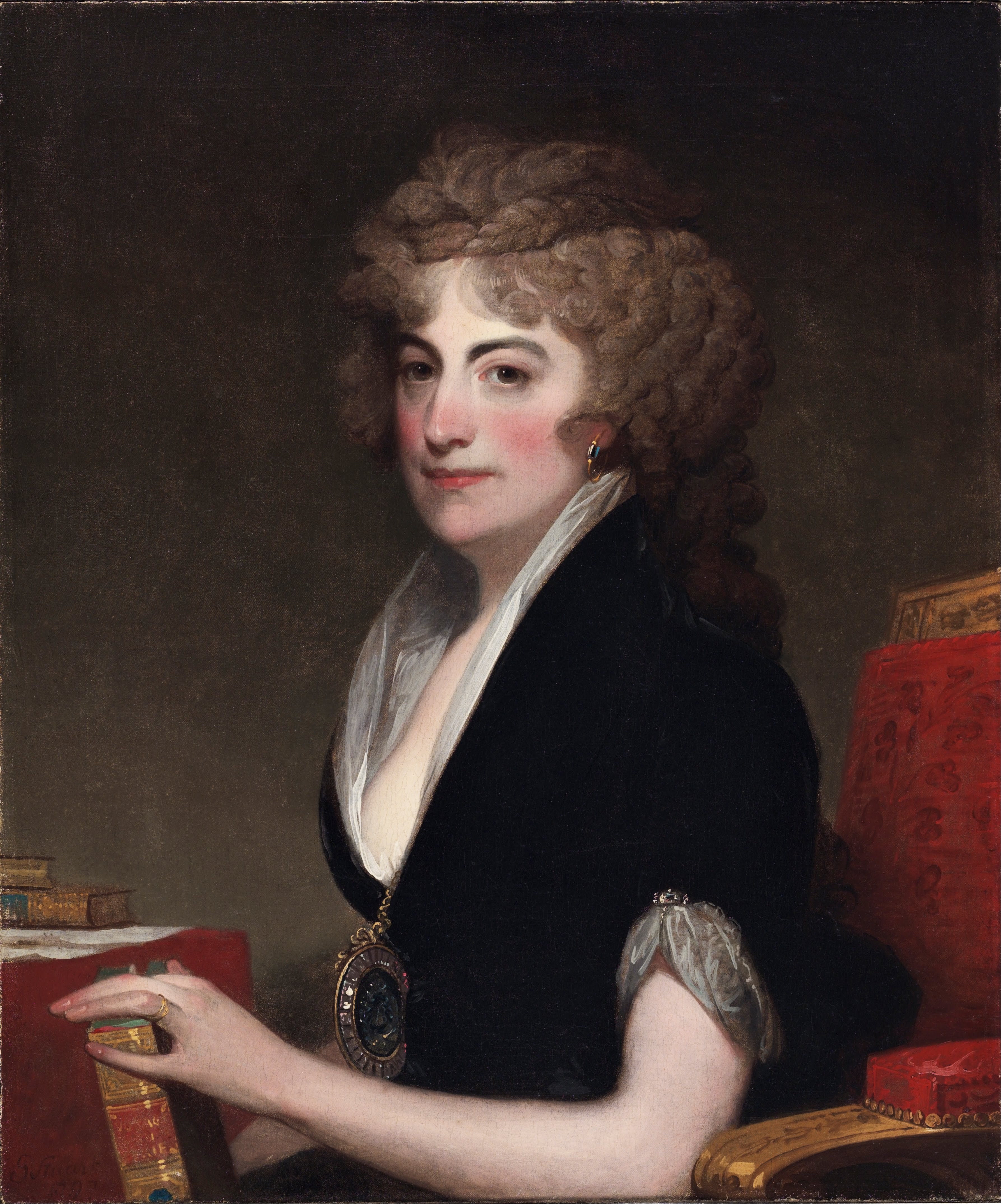
Portret Anne Willing Bingham autorstwa Gilberta Stuarta z 1797 roku

Nie wiadomo kiedy zostały wykonane projekty wizerunków dolara Draped Bust. Julian podaje, że prawdopodobnie prace nad nimi zostały rozpoczęte w lipcu 1795 roku przez Gilberta Stuarta. Został wyznaczony do tego zadania przez de Saussure’a, przy prawdopodobnej zgodzie ze strony prezydenta Waszyngtona. Projektując wizerunek Miss Liberty Stuart wzorował się na filadelfijskiej społeczniczce Ann Willing Bingham. Historycy i numizmatycy nie są jednak w stanie udowodnić, czy Stuart współpracował z nią bezpośrednio, czy też wzorował się na posiadanym wizerunku Ann Willing Bingham. Po wykonaniu kilku projektów zostały one przedstawione do zaopiniowania przez dyrektora mennicy i rytownika Roberta Scota. Obaj zgodzili się, że prace Stuarta mogą zostać wykorzystane do przygotowania stempli. Ostateczna aprobata została wyrażona przez prezydenta i sekretarza stanu w sierpniu 1795 roku.
Awers projektu przedstawiał zwrócony w prawo profil Miss Liberty. Pod nią Stuart umieścił datę wybicia. Po lewej stronie profilu znalazło się osiem gwiazd, następnie napis „LIBERTY” nad głową, a po prawej stronie profilu pozostałe siedem gwiazd. Rewers pozostał taki sam, jak w przypadku dolara Flowing Hair. Legenda przedstawiała wykonanego w stylu naturalistycznym orła otoczonego wieńcem (tzw. small eagle). Wokół wieńca umieszczono nazwę państwa „UNITED STATES OF AMERICA”.
Jeszcze w sierpniu tego samego roku projekty zostały przekazane Johnowi Ecksteinowi, aby wykonał gipsowe modele Miss Liberty oraz orła z wieńcem. Modele z kolei zostały przekazane rytownikowi Robertowi Scotowi w celu wykonania stempli. Ten na początku wykonał puncę z Miss Liberty. Następnie skupił się na rewersie monety, chociaż Julian podaje, że stemple tej części monety mogły zostać wykonane przez Johna Gardnera. Prace nad stemplami zakończono we wrześniu.

## Emisja i obieg monety
We wrześniu 1795 roku de Saussure złożył do prezydenta list rezygnacyjny. Opóźniło to rozpoczęcie wybijania nowego dolara. 27 października de Saussure wysłał do Waszyngtona dodatkowy list. Opisał w nim nielegalny proceder, jaki do tej pory miał miejsce w mennicy. Według Coinage Act of 1792 monety srebrne powinny być wybijane z kruszcu próby 892, jednak w mennicy funkcjonowało przekonanie, że użycie srebra próby 900 ułatwi znacznie pracę. Był to pierwszy raz, kiedy prezydent dowiedział się o nielegalnych praktykach mennicy. W tym samym miesiącu Jefferson i Waszyngton przekonali Eliasa Boudinota, aby ten objął stanowisko dyrektora U.S. Mint. 28 października Boudinot rozpoczął sprawowanie nowych obowiązków. Od razu zakazał stosowania nielegalnej praktyki używania srebra próby 900 do bicia srebrnych monet i nakazał powrót do zalegalizowanej przez Kongres próby 892. Bicie dolarów Draped Bust rozpoczęto pod koniec października 1795 roku.
Pod koniec 1795 roku rezerwy srebrnego kruszcu na monety zaczęły się kończyć. Wpłynęło to na spadek liczby wybijanych monet, w tym jednodolarówek. W 1795 roku dolarów Flowing Hair i Draped Bust wybito łącznie ponad 200 000 sztuk. W 1796 roku wybito tylko 79 920 sztuk monet o nominale jednego dolara. W następnym roku liczba ta spadła do 7776 sztuk. W 1796 roku rząd Stanów Zjednoczonych zarządził poprawę wizerunków amerykańskich monet. Wynikało to z chęci dorówania standardom europejskim, gdzie na monetach coraz częściej na rewersach pojawiały się herby państwowe. W tym celu wykorzystano projekt Wielkiej Pieczęci Stanów Zjednoczonych projektu Roberta Scota i na rewersie umieszczono tzw. Heraldic Eagle.
W celu umożliwienia dalszej, sprawnej pracy mennicy w 1797 roku Jefferson dostarczył do jej dyspozycji 300 hiszpańskich dolarów, a w następnym roku sam dyrektor mennicy postanowił przekazać do rezerw mennicy prywatny depozyt, ponad 9000 srebrnych koron francuskich. Zwiększenie emisji dolarów Draped Bust w latach 1798–1799 zwiększyło ilość pieniądza na rynku, co doprowadziło to sytuacji, w której amerykańscy handlarze zaczęli wykorzystywać rodzimy pieniądz do płatności zagranicznych, zamiast hiszpańskich dolarów. W związku z tym duża ilość wybijanych dolarów opuszczała państwo i pozostawała w Chinach lub Indiach Zachodnich.
Od 1800 roku ilość kruszcu zasilającego rezerwy mennicy zaczęła ponownie maleć, a co za tym idzie, malała także liczba wybijanych monet jednodolarowych. Fakt ten sprawił, że mennica stała się obiektem krytyki ze strony Kongresu. Problem narodził się także w relacjach mennica-przedsiębiorcy. Ci drudzy, w zamian za wnoszony srebrny depozyt kruszcu do mennicy, chcieli otrzymywać wyłącznie monety o nominale jednego dolara. Boudinot z kolei oferował im pokrycie depozytów w srebrnych monetach, ale o niższych nominałach, co było niechętnie akceptowane przez przemysłowców i handlarzy. Problemy z zaopatrzeniem mennicy w srebro, a przede wszystkim znaczny odpływ srebrnych dolarów poza granicę Stanów Zjednoczonych sprawił, że w 1804 roku emisja tej monety została zawieszona przez prezydenta Thomasa Jeffersona. Do wybijania srebrnych dolarów Stany Zjednoczone powróciły w 1836 roku, kiedy rozpoczęto emisję dolara Gobrechta.

## DolarDraped Bustz rokiem 1804

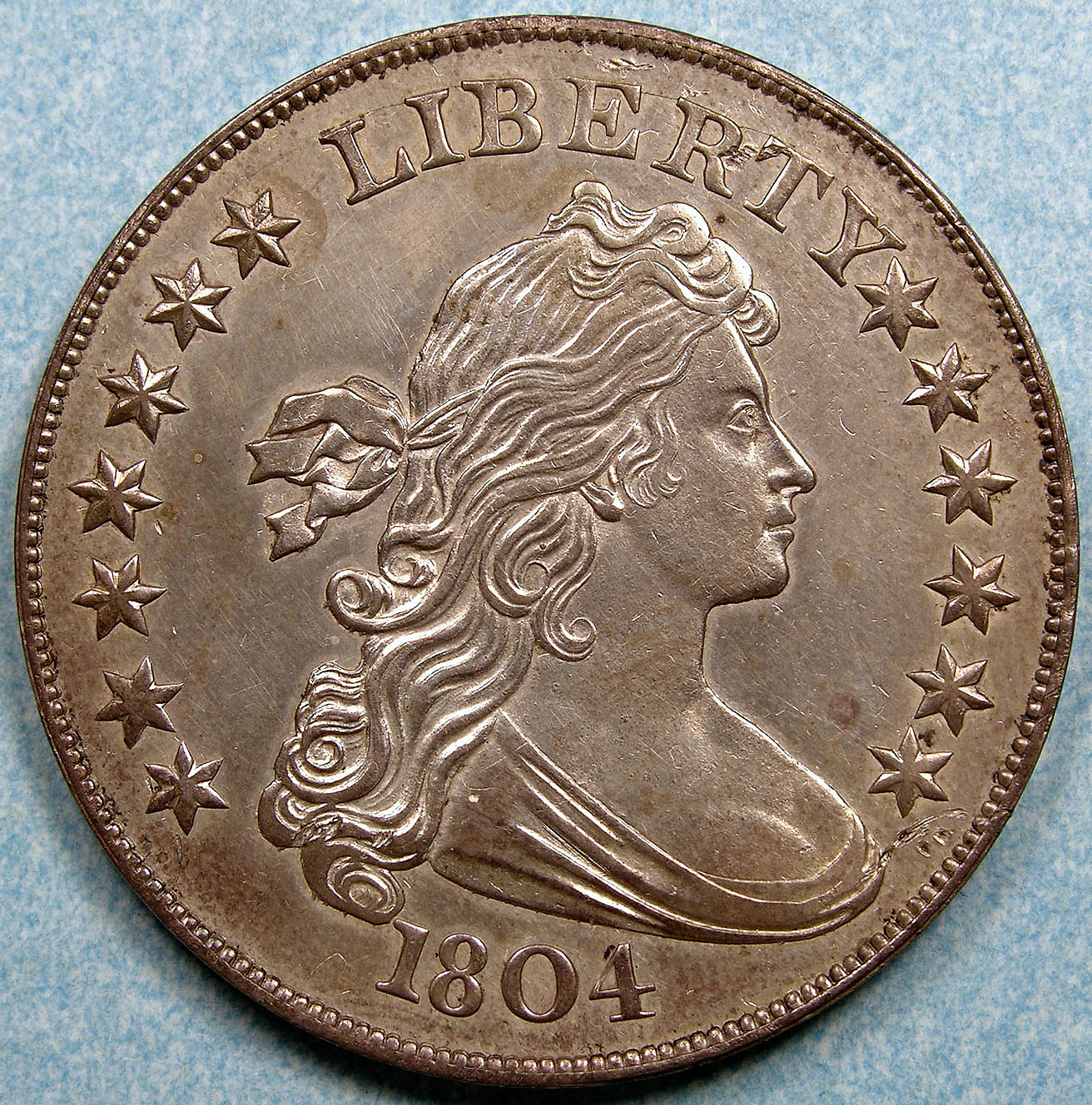
Awers dolara 1804 Draped Bust

Pomimo wstrzymania przez Jeffersona emisji srebrnych dolarów w 1804 roku, to istnieje moneta jednodolarowa Draped Bust z rokiem 1804, jako datą wybicia. Monety te były wybijane w latach 1834–1835 na potrzeby podróży dyplomatycznych Edmunda Robertsa po Azji i Bliskim Wschodzie. Dyplomata uznał, że wśród prezentów wręczanych lokalnym władcom powinny znaleźć się amerykańskie monety. Monety te otrzymali między innymi słutan Sa’id ibn Sultan czy król Rama III.
W 1859 roku dyrektor mennicy James R. Snowden nielegalnie wznowił wybijanie tej monety, z drobnymi zmianami rewersu, na cele kolekcjonerksie.

## Nakłady
Nakłady dolarów Draped Bust:
| Mennica (znak) | Filadelfia (brak znaku) |
| Rok            | Filadelfia (brak znaku) |
| -------------- | ----------------------- |
| 1795           | 42 738                  |
| 1796           | 79 920                  |
| 1797           | 7776                    |
| 1798           | 327 536                 |
| 1799           | 423 515                 |
| 1800           | 220 920                 |
| 1801           | 54 454                  |
| 1802           | 41 650                  |
| 1803           | 85 634                  |

## Opis monety

### Awers
Awers monety przedstawiał zwrócony w prawo profil Miss Liberty. Pod postacią umieszczono rok wybicia, a dookoła profilu znalazły się sześcioramienne gwiazdy, rozdzielone nad głową postaci słowem „LIBERTY”. W monetach wybijanych w 1796 roku zaczęły pojawiać się zauważalne różnice, a mianowicie wyróżnia się małe i duże daty wybicia. W 1797 roku pojawiły się kolejne różnice związane z awersem. Liczba gwiazd otaczających Miss Liberty wzrosła do 16 (w konfiguracji dziewięć po lewej i siedem po prawej lub 10 po lewej i sześć po prawej). Wiązało się to z tym, iż Tennessee przystąpiło do Unii 1 czerwca 1796 roku. Co ciekawe, w kolejnych latach liczba gwiazdek znowu zaczęła maleć. W 1798 na awersie pojawiło się znowu 15 gwiazdek (prawdopodobne użycie starych stempli), a z czasem liczba ta spadła do 13 (symbol 13 kolonii).

### Rewers
Na rewersie monety znalazł się orzeł otoczony wieńcem, który znalazł się na rewersie wybijanego wcześniej dolara Flowing Hair. Dookoła wieńca umieszczono nazwę państwa „UNITED STATES OF AMERICA”. Informacja o nominale monety, wraz ze zdobieniami, znalazła się na krawędzi monety i brzmiała: „HUNDRED CENTS ONE DOLLAR OR UNIT”. W 1798 roku zmieniono rewers i umieszczono na nim orła z Union Shield i rozłożonymi skrzydłami, który nawiązuje do Wielkiej Pieczęci Stanów Zjednoczonych. Pierwszy projekt był modyfikacją wizerunku pieczęci, ponieważ nad głową orła umieszczono gwiazdy ułożone w dwa trójkąty połączone jedną gwiazdą nad głową orła. Drugie przedstawienie ukazywało dwa rzędy gwiazd nad głową orła, górny sześć, dolny pięć, a po lewej i prawej stronie głowy umieszczono po jednej gwieździe. W 1800 roku przygotowano stempel, na którym w słowie „AMERICA” wybito drugą literę A na końcu. Błąd starano się usunąć poprzez spolerowanie ostatniej litery A. Korekta okazała się nie do końca udana, ponieważ uzyskano efekt „AMERICAI”.

### Opis fizyczny
Szczegóły opisu fizycznego monety:
- Waga: 26,96 g
- Średnica: 39–40 mm
- Kruszec: Ag 892
- Krawędź: z napisem „HUNDRED CENTS ONE DOLLAR OR UNIT”
- Mennica: Filadelfia